# قسم تشاه دادخدا
قسم تشاه دادخدا هي إحدى مناطق مقاطعه قلعه غنج في محافظة كرمان في إيران . ومركز هذا القسم مدينة شاه دادخدا .

## أقسام البلاد
- قسم بئر دادخدا
  - قرية تشاه دادخدا
  - قرية راميشك
  - قرية مارز

المدن: رمشك و تشاه دادخدا

## سكان
وفقًا للتعداد العام للسكان والمساكن لعام 2015 ، بلغ عدد سكان شاه دادخدا 25,540 نسمة.